# Mosquitos
Pour les articles homonymes, voir Mosquito.

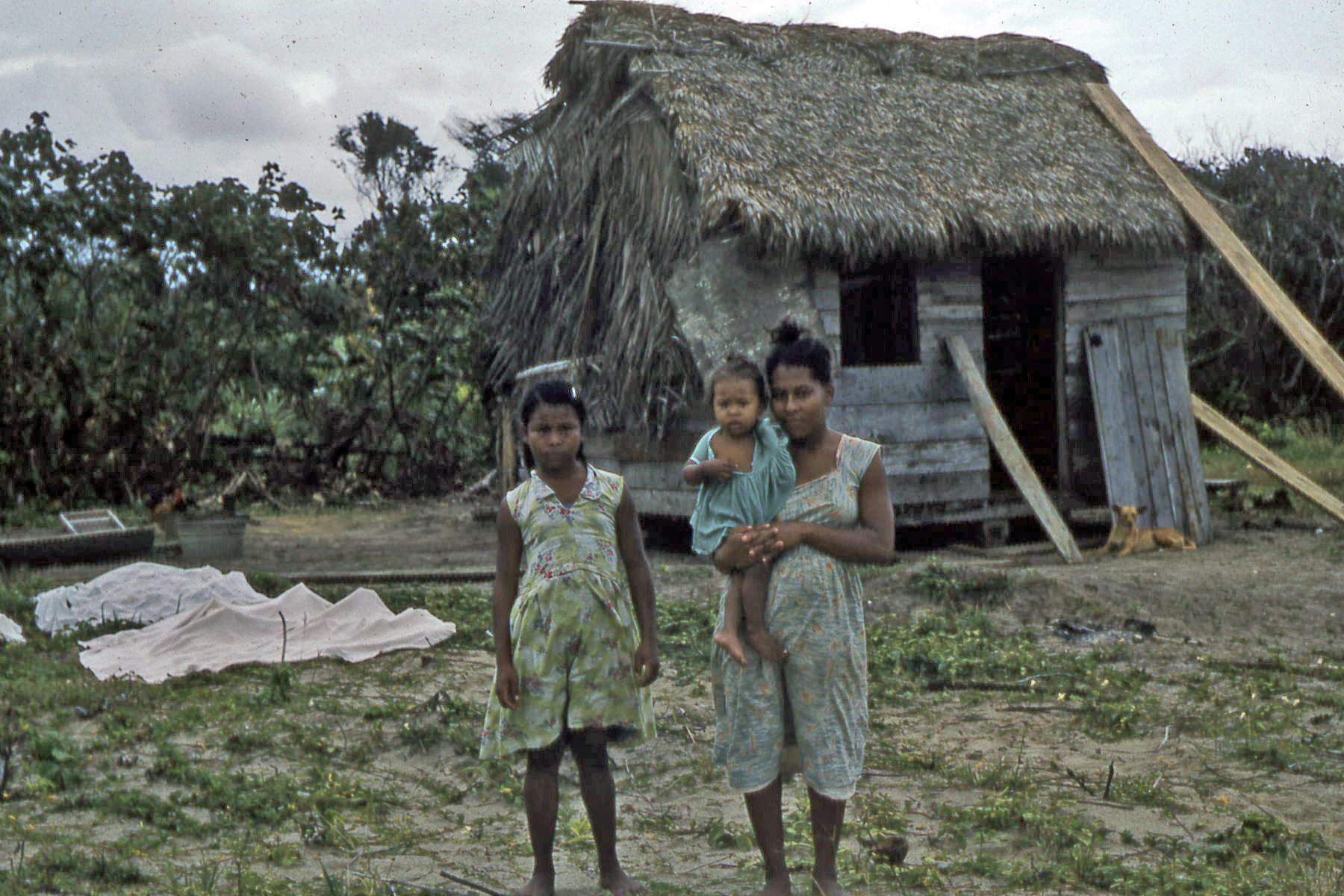
Famille miskito aux abords de la rivière Prinzapolka (1957-1961)

Les Mosquitos (ou Miskito) sont une ethnie américaine autochtone d'Amérique centrale. Leur territoire s'étend le long de la côte des Mosquitos, du cap Camarón au Honduras jusqu'au Río Grande de Matagalpa au Nicaragua. Ils parlent le mosquito (Mískitu en langue mosquito), une langue de la famille des langues misumalpanes.

## Histoire
Avant l'arrivée des Européens, la région était divisée en une demi-douzaine de groupes distincts. La colonisation espagnole se concentre sur la côte Pacifique, laissant la côte caraïbe du Nicaragua et du nord-Honduras libre de toute occupation espagnole et permettant les incursions fréquentes des corsaires anglais et hollandais au cours du XVIIe siècle.
Des Africains, naufragés de navires négriers ou échappés des îles de l'archipel de San Andrés, Providencia et Santa Catalina, se réfugient autour du Cabo Gracias a Dios et se mêlent aux peuples autochtones, produisant un métissage identifié par les Espagnols comme les Mosquitos Zambos. À l'inverse les populations vivant plus au sud, étrangères à cette mixité, sont surnommées les Miskitos Tawiras. Les rivalités entre ces deux groupes d'indiens conduisent à des guerres tribales.
Les corsaires anglais travaillant pour le compte de la Compagnie de l'île de la Providence firent alliance avec les Miskitos. Par la suite, les Anglais organisèrent un Royaume Mosquito, mais conservèrent le pouvoir de nommer leurs rois. Le royaume était constitué d'un certain nombre de sites, le long de la côte, tout en réservant une liberté d'implantation pour les établissements des commerçants anglais. Les sources historiques sont imprécises et la liste de la dynaste n'est pas totalement fiable.
Fin du XVIIe siècle et début du XVIIIe siècle, les Miskitos Zambos procèdent à une série de raids contre les possessions espagnoles et les groupes autochtones restés indépendants. Ils atteignent aussi bien la péninsule du Yucatan au nord, que la côte du Costa Rica au sud. Nombreux sont les autochtones capturés qui furent vendus comme esclaves aux marchands anglais et déportés à la Jamaïque. Un traité d'amitié et d'alliance est conclu en 1740 entre les Britanniques et le roi Mosquito, faisant du royaume un protectorat de la Couronne. 
Les Mosquitos ont soutenu la Grande-Bretagne pendant la guerre d'Indépendance américaine en attaquant les colonies espagnoles. Toutefois, à la conclusion de la paix en 1783, la Grande-Bretagne dut renoncer au contrôle direct de la côte. Le retrait des colons britanniques a été achevé à la fin de juin 1787. En fin de compte, 2 214 habitants (537 personnes libres et 1 677 esclaves) ont été rapatriés  dans Colony Bay, l'actuel Belize). Malgré ce retrait, la Grande-Bretagne continue ensuite à intervenir sur la côte des Mosquitos pour défendre ses intérêts et ceux de ses alliés contre les empiétements espagnols.

## Mosquitos célèbres
- Lottie Cunningham Wren (née en 1959), avocate, écologiste et militante des droits des Amérindiens du Nicaragua.
- Victor Trapp Manuel  représente le peuple Mosquito au Honduras lors d'un congrès à l'Université nationale autonome du Honduras.
- Myrna Cunningham, politicienne.
- Rudel Calero, joueur professionnel de football.

### Filmographie
- 8 500 Misquitos, reportage de Philippe de Dieuleveult et Marc Gurnaud, État d'urgence production, Paris, 1982 ?, 9 min (cass. vidéo)

- (de) Ballade vom kleinen Soldaten, film de Werner Herzog, Werner Herzog Filmproduktion, Süddeutscher Rundfunk, 1984, 44 min (inclus dans le DVD 7 Werner Herzog film edition : documentaries, 2010)
- Le dernier des Miskitos, film documentaire d'Yves Billon et Agnès Guérin, Direction du livre et de la lecture, Paris, 2005, 56 min 50 s (cass. vidéo)